# لاهان
لاهان (به لاتین: Lahan) یک شهرک و شهرداری در نپال است که در بخش سیراها واقع شده‌است. لاهان ۷۹٬۹۶۳ نفر جمعیت دارد.